# Hussein Saeed
Hussein Saeed Mohamed (arabiska:حسين سعيد), född 21 januari 1958 i Bagdad, är en före detta irakisk fotbollsspelare. Hussein Saeed är rankad på den 38:e platsen på FIFA:s lista över mest internationella matcher, han har spelat 126 matcher för det irakiska landslaget och var del av Iraks gyllene lag 1986. Han tävlade för Irak under OS i Moskva 1980, Los Angeles 1984 och Seoul 1988. Han spelade för bagdadklubben al-Talaba 19 säsonger, (1970-89) och vann irakiska skytteligan fyra gånger; 1981, 1983, 1985 och 1986. 
Saeed är nu ordförande för Iraq Football Association.